# Ana María de la Campa-Cos
Ana María de la Campa-Cos y Ceballos (Sombrerete, 11 de agosto de 1734 - Ciudad de México 15 de octubre de 1804), fue condesa de San Mateo (1742), esposa de Miguel de Berrio y Zaldívar marqués de Jaral del Berrio. Mujer noble que destaca por ser una mujer exitosa a pesar de vivir en una sociedad regida por el género masculino.

## Primeros años
Nació en Sombrerete el 11 de agosto de 1734 hija única de Fernando de la Campa, I Conde de San Mateo y de Isabel Rosa Catalina de Cevallos y Villegas, quienes contrajeron matrimonio, ambos en segundas nupcias. Media hermana de María Ildefonsa y Juliana Isabel. 
Su padre Fernando, dispuesto a retirarse de la actividad pública, decide asegurar el futuro de su hija menor para evitar problemas como el de sus dos hijas del primer matrimonio, quienes, a la muerte de su madre, reclamaron su herencia junto con sus maridos. Así, cuando Ana María cumplió cuatro años, ante el notario Nicolas Gustio, en escritura de fundación expedida el 8 de junio de 1738, otorgó un mayorazgo a favor de su hija Ana María de la Campa y Cos Cevallos y Villegas. Dentro de dicho documento se añade una casa de altos construida en la ciudad de Zacatecas, localizada en la plazuela de Villareal, hoy Jardín Independencia. Este mayorazgo ascendió a 326.500 pesos.

## Matrimonio
A la edad de 15 años, Ana María contrajo matrimonio con Miguel Calixto de Berrio y Saldívar en la ciudad de Zacatecas el 25 de diciembre de 1749. Miguel, hijo de Teresa Josefa de Paz y Vera y el capitán Andrés de Berrio y Diez Palacios Ortiz y Landázuri y Ayala. Al morir su madre, Miguel recibió una cuantiosa herencia, la cual, al fusionarse con las propiedades de Ana María, se convirtió en uno de los patrimonios más importantes de la Nueva España que los hizo ser reconocidos como personajes representativos del siglo XVIII. Las propiedades se extendían desde Zacatecas hasta la Ciudad de México.

## Muerte
Fue madre de Mariana Berrio de la Campa-Cos, quien fuera la II marquesa de Jaral del Berrio, José Mariano Berrio de la Campa y Cos y de María de Guadalupe Manuela Berrio de la  Campa y Cos. Falleció a la edad de 70 años en la Ciudad de México el 15 de octubre de 1804.